# چاک هیتینگر
چاک هیتینگر (انگلیسی: Chuck Hittinger؛ زادهٔ ۱۲ فوریهٔ ۱۹۸۳) هنرپیشه اهل ایالات متحده آمریکا است. وی از سال ۲۰۰۵ میلادی تاکنون مشغول فعالیت بوده‌است.
از فیلم‌ها یا برنامه‌های تلویزیونی که وی در آن نقش داشته‌است می‌توان به دروغ‌گوهای کوچک زیبا، جوناس، و تجدید دیدار آمریکایی اشاره کرد.